# Hemibystra brevispina
Hemibystra brevispina är en stekelart som först beskrevs av Heinrich 1938.  Hemibystra brevispina ingår i släktet Hemibystra och familjen brokparasitsteklar. Inga underarter finns listade i Catalogue of Life.